# Šivetice
Šivetice és un poble i municipi d'Eslovàquia que es troba a la regió de Banská Bystrica.

## Història
La primera menció escrita de la vila es remunta al 1262.

## Demografia
| Godina             | 1994 | 2004    | 2014   | 2024   |
| ------------------ | ---- | ------- | ------ | ------ |
| Nombre de persones | 319  | 388     | 374    | 348    |
| Diferència         |      | +21,63% | −3,60% | −6,95% |

| Godina             | 2023 | 2024   |
| ------------------ | ---- | ------ |
| Nombre de persones | 351  | 348    |
| Diferència         |      | −0,85% |